# Kalmar Konstmuseum
A Kalmar Konstmuseum Kalmar városának művészeti múzeuma, amely az 1917-ben alapított Kalmari Művészeti Egyesület gyűjteményeit, modern művészeti alkotásokat, valamint a regionális művészeti élet eredményeit mutatja be.

## Története
A Kalmari Művészeti Egyesület 1917 óta foglalkozott művészeti alkotások gyűjtésével. 1942-ben múzeumot nyitottak meg a régi városi kórház épületében.
2004-ben született meg a döntés arról, hogy teljesen új múzeumi épületet emelnek a város központi részén, a kalmari vár közelében, a tengerparton elterülő, helyenként botanikus kert jellegét öltő városi parkban. A tervezésre nemzetközi pályázatot írtak ki, amit Martin Videgård Hansson és Bolle Tham svéd építészek Plattform nevű terve nyert meg. Az építkezést a közvélemény tiltakozása kísérte, mivel a kiszemelt területet egyes vélemények szerint még régészetileg nem tárták fel kellőképpen és ott középkori maradványok lehettek.
A 2008-ban elkészült négyszintes épület alig vesz el a park területéből; formája szabálytalan kocka, homlokzatán faborítás van, bejárati része üvegből készült. Az építkezés költségeit eredetileg 22,5 millió svéd koronára tervezték, a végösszeg 48 millió lett. Az épület elnyerte a Kasper Salin-díjat, Svédország legrégebbi és legismertebb építészeti díját, de a városi közvélemény egy része a város legcsúnyább épületének szavazta meg.  

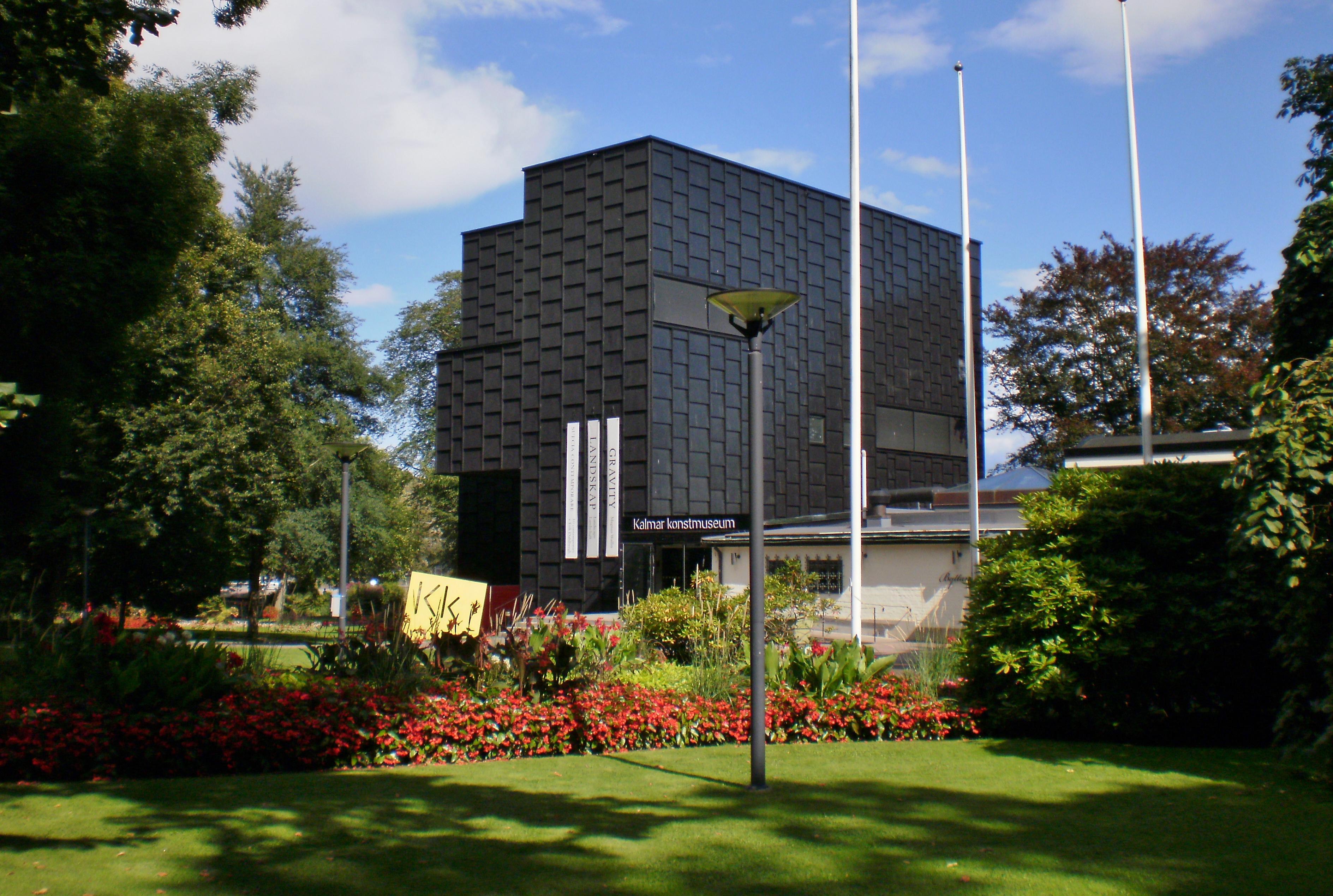
Az épület a park felől
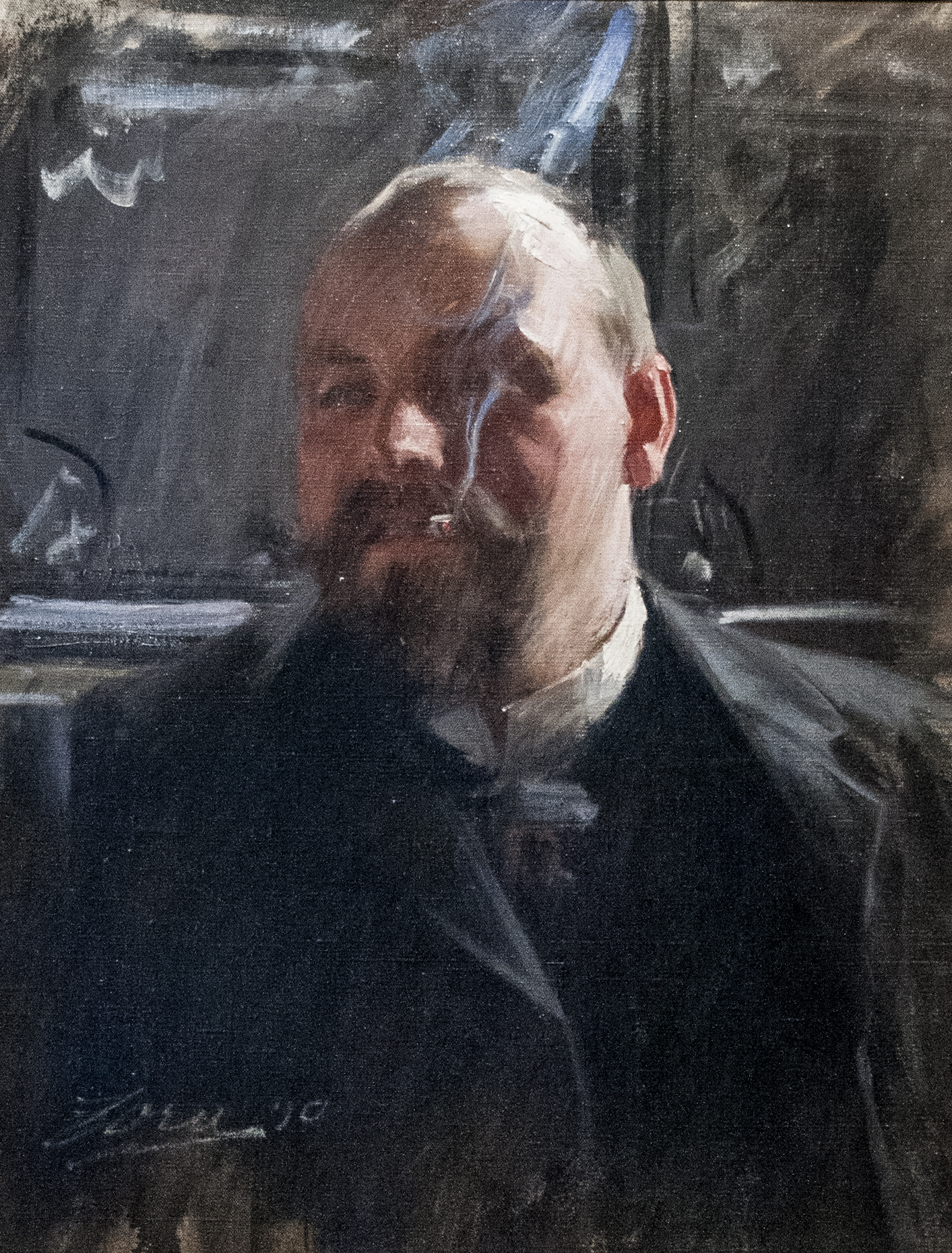
Anders Zorn festménye J.C. Janson újságíróról; a gyűjtemény egy értékes darabja

## Fordítás
- Ez a szócikk részben vagy egészben a Kalmar Konstmuseum című svéd Wikipédia-szócikk ezen változatának fordításán alapul.  Az eredeti cikk szerkesztőit annak laptörténete sorolja fel. Ez a jelzés csupán a megfogalmazás eredetét és a szerzői jogokat jelzi, nem szolgál a cikkben szereplő információk forrásmegjelöléseként.